# Liparis remota
Liparis remota är en orkidéart som beskrevs av Joyce Stewart och Edmund André Charles Lois Eloi `Ted' Schelpe. Liparis remota ingår i släktet gulyxnen, och familjen orkidéer. Inga underarter finns listade i Catalogue of Life.